# Hannah Montana 2: Meet Miley Cyrus
Hannah Montana 2: Meet Miley Cyrus ist ein Doppelalbum von Miley Cyrus beziehungsweise ihrem Seriencharakter Hannah Montana. Es erschien am 26. Juni 2007 bei Walt Disney Records und Hollywood Records. Bei dem aus zwei CDs bestehenden Album wird die erste CD Hannah Montana, die zweite Miley Cyrus zugeordnet.

## Hintergrund und Entstehung
Das Album erschien am 26. Juni 2007 bei den Labels Hollywood Records und Walt Disney Records. Der Grund für die Veröffentlichung bei zwei Labels war, dass Miley Cyrus einen Vertrag bei Hollywood Records unterschrieben hatte, die Musik zur Serie Hannah Montana jedoch bei Walt Disney Records erschien. Beide Plattenfirmen sind Teil der The Walt Disney Company, weshalb eine solche Zusammenarbeit nicht unüblich ist.
In der Biografie Living the Dream – Lebe deinen Traum erzählt Cyrus über die Entstehung: "Ich mache auf der CD meine eigenen Sachen – ein bisschen Country und Pop und Rock und ein wenig Bluegrass. Ich spiele Gitarre .. und bin jetzt ziemlich aufgeregt, denn alle kennen Miley Stewart und Hannah Montana, aber Miley Cyrus, den Menschen, der dahintersteckt nicht. Ich bin gespannt, was die Leute von meinen eigenen Songs halten werden. Sie werden persönliche Geschichten hören und mich in diesen Songs entdecken. Irgendwie bin ich nervös, weil einiges echt ziemlich persönlich ist".

## Musikstil
Von dem Plattenlabel wird der Stil mit Pop-Rock, Teen-Pop und Dance-Pop bezeichnet. Einige Songs auf der CD 2 Meet Miley Cyrus enthalten dabei Anleihen aus anderen Stilrichtungen: Start all over beim Southern-/Roots-Rock, See You Again beim Country-Pop-Rock und Let’s Dance beim Latino-Pop mit karibischen Einschlag.

## Titelliste

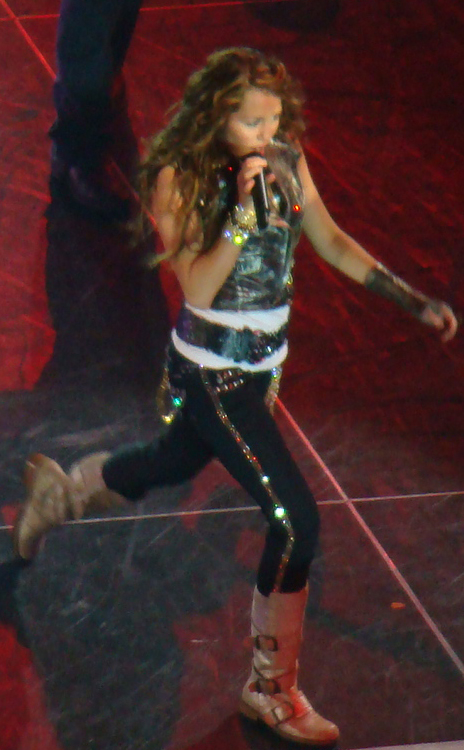
Miley Cyrus singt Start All Over bei der Best of Both Worlds Tour (Herbst/Winter 2007/08)

### CD 1Hannah Montana 2
| #   | Titel                                   | Songwriting                                      | Produktion                                                | Länge |
| --- | --------------------------------------- | ------------------------------------------------ | --------------------------------------------------------- | ----- |
| 1.  | We Got the Party                        | Greg Wells, Kara DioGuardi                       | Greg Wells, Kara DioGuardi                                | 3:36  |
| 2.  | Nobody’s Perfect                        | Matthew Gerrard, Robbie Nevil                    | Matthew Gerrard                                           | 3:20  |
| 3.  | Make Some Noise                         | Adam Watts, Andy Dodd                            | Adam Watts, Andy Dodd                                     | 4:47  |
| 4.  | Rock Star                               | Aristedis Archoritis, Chen Neeman, Jeannie Lurie | Toby Gad                                                  | 2:58  |
| 5.  | Old Blue Jeans                          | Michael Bradford, Pam Sheyne                     | Michael Bradford                                          | 3:22  |
| 6.  | Life’s What You Make It                 | Matthew Gerrard, Robbie Nevil                    | Matthew Gerrard                                           | 3:11  |
| 7.  | One in a Million                        | Negin Djafari, Toby Gad                          | Toby Gad                                                  | 3:55  |
| 8.  | Bigger Than Us                          | Antonina Armato, Tim James                       | Antonina Armato, Tim James, Dorian Crozier (Co-Produzent) | 2:57  |
| 9.  | You and Me Together                     | Jamie Houston                                    | Jamie Houston                                             | 3:48  |
| 10. | True Friend                             | Jeannie Lurie                                    | Marco Marinangeli                                         | 3:11  |
|     | Japan Rock-Star-Bonus-Tracks            |                                                  |                                                           |       |
| 11. | One in a Million (Akustik-Version)      | Negin Djafari, Toby Gad                          | Toby Gad                                                  | 3:55  |
| 12. | We Got the Party (feat. Jonas Brothers) | Greg Wells, Kara DioGuardi                       | Greg Wells, Kara DioGuardi                                | 3:36  |

### CD 2Meet Miley Cyrus
| #   | Titel                     | Songwriting                                      | Produktion                 | Länge |
| --- | ------------------------- | ------------------------------------------------ | -------------------------- | ----- |
| 1.  | See You Again             | Destiny Hope Cyrus, Antonina Armato, Tim James   | Antonina Armato, Tim James | 3:10  |
| 2.  | East Northumberland High  | Antonina Armato, Tim James, Samantha Jo Moore    | Antonina Armato, Tim James | 3:24  |
| 3.  | Let’s Dance               | Destiny Hope Cyrus, Antonina Armato, Tim James   | Antonina Armato, Tim James | 3:03  |
| 4.  | G.N.O. (Girls’ Night Out) | Destiny Hope Cyrus, Matthew Wilder, Tamara Dunn  | Matthew Wilder             | 3:38  |
| 5.  | Right Here                | Destiny Hope Cyrus, Antonina Armato, Tim James   | Antonina Armato, Tim James | 2:44  |
| 6.  | As I Am                   | Destiny Hope Cyrus, Shelley Peiken, Xandy Barry  | Wally Gagel, Xandy Barry   | 3:45  |
| 7.  | Start All Over            | Fefe Dobson, Anne Preven, Scott Cutler           | Jason Morey                | 3:27  |
| 8.  | Clear                     | Destiny Hope Cyrus, Shelley Peiken, Xandy Barry  | Antonina Armato, Tim James | 3:03  |
| 9.  | Good and Broken           | Destiny Hope Cyrus, Antonina Armato, Tim James   | Antonina Armato, Tim James | 2:56  |
| 10. | I Miss You                | Destiny Hope Cyrus, Brian Green, Wendi Foy Green | Brian Green                | 3:58  |

### JapanRock Star Edition
Exklusiv in Japan erschien eine sogenannte Hannah Montana 2: Rock Star Edition. Diese Version beinhaltete nur CD 1, Hannah Montana 2, nicht aber CD 2. Dafür erhielt man zusätzlich jedoch eine DVD mit Live-Auftritten. Auf CD 1 waren außerdem zwei Bonus-Lieder enthalten.
- Standard-Version (+ 2 Lieder)
- Bonus-DVD
  - Life’s What You Make It
  - Old Blue Jeans
  - One in a Million
  - Make Some Noise
  - True Friend
  - Nobody’s Perfect
  - Bigger Than Us
  - One in a Million (Akustik-Version)

## Singles
I miss you ist ein Lied, welches Miley Cyrus für ihren sterbenskranken Großvater Ron Cyrus geschrieben hat. Sie wollte es noch vor seinem Tod fertigstellen, um es ihrem Großvater noch vorzuspielen zu können. Doch der Krebs war schneller. Das Lied wurde am 26. Juni 2007 als Promotional Single ausgekoppelt und landete auf Platz 27 in den USA. Erste Ausschnitte des Songs waren in einer Episode der ersten Staffel, In geheimer Mission, zu hören. In einer Background-Szene bei Hannah Montana & Miley Cyrus: Best of Both Worlds Concert sieht man wie Cyrus ihrem Vater den Song beibringt.
See You Again ist ein rockiger Gute-Laune-Song der Country-Anleihen hat und kam am 19. Oktober 2007 auf dem Markt. Der Song wurde ein großer Erfolg für die noch sehr junge Künstlerin. Er kletterte bis auf Platz 10 der US-Charts und konnte sich 16 Wochen lang halten. In der Textpassage My best friend Lesley said ‘Oh She’s just bein’ Miley! ist Cyrus’ jetzige Ex-Freundin Lesley Patterson gemeint, mit der sie gemeinsam Cheerleaderin im TennesseeAllstars-Team war.
Start All Over ist ein Southern-/Roots-Rock-orientierter, flotter (Pop-)Rocksong der am 14. März 2008 veröffentlicht wurde. Dieses Lied war bei weitem nicht so erfolgreich wie See you again, es landete nur auf Platz 68 und fiel nach zwei Wochen wieder aus den Charts.

## Kommerzieller Erfolg

### Chartplatzierungen
| ChartsChartplatzierungen       | Höchstplatzierung | Wochen |
| ------------------------------ | ----------------- | ------ |
| Deutschland (GfK)              | 35 (15 Wo.)       | 15     |
| Österreich (Ö3)                | 13 (17 Wo.)       | 17     |
| Schweiz (IFPI)                 | 69 (12 Wo.)       | 12     |
| Vereinigte Staaten (Billboard) | 1 (65 Wo.)        | 65     |

| ChartsJahrescharts (2007)      | Platzierung |
| ------------------------------ | ----------- |
| Vereinigte Staaten (Billboard) | 16          |

### Auszeichnungen für Musikverkäufe
| Land/Region                  | Auszeichnungen für Musikverkäufe (Land/Region, Auszeichnung, Verkäufe) | Verkäufe  |
| ---------------------------- | ---------------------------------------------------------------------- | --------- |
| Australien (ARIA)            | Platin                                                                 | 70.000    |
| Kanada (MC)                  | 2× Platin                                                              | 200.000   |
| Vereinigte Staaten (RIAA)    | 4× Platin                                                              | 4.400.000 |
| Vereinigtes Königreich (BPI) | Gold                                                                   | 100.000   |
| Insgesamt                    | 1× Gold · 7× Platin ·                                                  | 4.770.000 |

Hauptartikel: Miley Cyrus/Auszeichnungen für Musikverkäufe